# Kaamos (groupe suédois)
Pour les articles homonymes, voir Kaamos.
Kaamos est un groupe suédois de death metal, originaire de Stockholm, actif entre 1998 et 2006.

## Histoire
Le groupe est formé en 1998. Après quelques répétitions, le groupe publie sa première démo l'année suivante. Deux chansons de cette démo sont également publiées en tant qu'EP par Dauthus Records. Dauthus, qui a publié l'EP, a également conçu les publications et le site web du groupe et est considéré par le groupe comme le cinquième membre. La même année, le bassiste et chanteur Johan Thörngren quitte le groupe et est remplacé par Karl Envall. En 2000, le batteur Thomas Åberg quitte le groupe et est remplacé par Christofer « Chris Piss » Barkensjö. Après que le groupe ait écrit d'autres nouvelles chansons, la démo Curse of Aeons est enregistrée au studio SubSonic et publiée début 2001. Grâce à cette démo, le groupe reçoit de nombreuses offres de contrat de la part de différents labels, mais le groupe opte finalement pour Candlelight Records. En novembre 2001, le groupe se rend à nouveau au studio SubSonic pour enregistrer son premier album. Avec le producteur Messiah Marcolin (ex-Candlemass), les neuf chansons sont enregistrées en dix jours et sortent en tant qu'album éponyme en mai 2002. Le groupe a eu peu de retours sur cette sortie.
Le reste de l'année et l'année 2003 sont marqués par des concerts dans toute l'Europe (dont une tournée avec Watain), tandis que le groupe travaille sur de nouveaux morceaux. En mars 2004, le groupe se rend au studio Berno pour enregistrer l'album suivant, Lucifer Rising, qui sort en février 2005 chez Candlelight Records. De plus, un split sort en 2004 avec le groupe Repugnant, dans lequel Karl Envall et Chris Piss étaient également actifs. Alors que le groupe continue à jouer en concert et à travailler sur des nouveaux morceaux pour un troisième album, le guitariste Nicklas Eriksson quitte le groupe. Le groupe annonce ensuite qu'il allait se séparer et faire sa dernière apparition au Party.San 2006. Les morceaux écrits jusque là sont publiés l'année suivante en tant qu'EP sous le nom de Scales of Leviathan. En 2008, le groupe tente de revivre, mais échoue après quelques répétitions en raison d'un manque de motivation et de querelles internes.

## Style musical et paroles
Karl Envall cite Autopsy comme une grande influence sur Kaamos et « tout groupe de death metal old school » ; Konstantin Papavassilou confirme également Autopsy comme l'une des principales influences du groupe, et cite également Morbid Angel. Selon leurs propres dires, leur style s'est développé « naturellement », alors que d'autres groupes se sont formés pour s'amuser ou pour essayer de produire un son « old school ». Le batteur Chris Piss cite Dave Lombardo comme influence. Luxi Lahtinen du webzine Metal Rules voit dans Lucifer Rising des parallèles avec le style de Demigods Slumber ; l'album sonne tellement « old school » qu'il ramène l'auditeur à l'époque de groupes comme Autopsy, Morbid Angel, Incubus et Grotesque. Le style musical est écrit par tous les membres, Papavassilou a écrit tous les textes des chansons et les considère comme aussi importants que la musique. Il considère qu'il est très important que les textes de death metal parlent de la mort, de l'obscurité et du « cœur morbide de l'humanité », des aspects sombres. Ses textes sont « soit des idées ou des philosophies - soit des modèles généraux dans l'occultisme, et en particulier le chemin de la main gauche. » C'est exclusivement de ce chemin que parlent les textes. Il estime qu'il est clair que Kaamos est un groupe satanique ou du moins qu'il appartient à la sphère du death metal satanique. Le nom du groupe, traduit par le groupe par « ténèbres »,, est le nom finlandais de la nuit polaire et Papavassilou le qualifie de « [tout à fait approprié] s'il fait référence à la mythologie ». La couverture de Lucifer Rising est basée sur le diable du tarot et symbolise, avec le livret, tout ce qui est exprimé dans les textes.

## Discographie
- 1999 : Promo 199 (démo)
- 1999 : Kaamos (EP, Dauthus Records)
- 2001 : Curse of Aeons (démo)
- 2002 : Kaamos (album, Candlelight Records)
- 2003 : Live in Stockholm 21.03.2003 (split avec Repugnant, 2004, Escorbuto Records)
- 2005 : Lucifer Rising (album, Candlelight Records)
- 2007 : Scales of Leviathan (EP, Nuclear Winter Records)